# BK Canum Venaticorum
BK Canum Venaticorum (BK CVn / 21 Canum Venaticorum) es una estrella en la constelación de Canes Venatici, los perros de caza.
Tiene magnitud aparente +5,15 y está situada a 275 años luz del sistema solar.
BK Canum Venaticorum es una estrella blanca de la secuencia principal de tipo espectral A0V, el mismo que Vega (α Lyrae).
Con una temperatura efectiva de 10.450 K, es 75 veces más luminosa que el Sol.
Su radio es el doble del radio solar, girando sobre sí misma con una velocidad de rotación de al menos 102 km/s.
Tiene una masa de 2,7 masas solares y, en cuanto a su estado evolutivo, ha transcurrido más de la mitad de su vida dentro de la secuencia principal.
BK Canum Venaticorum es una variable Alfa2 Canum Venaticorum con una variación de brillo de 0,04 magnitudes.
Su variabilidad fue detectada por primera vez por J. Zverko en 1984, quien observó un período fotométrico de 0,767 días y la catalogó como estrella Ap, habiendo sido también clasificada como B9V He-w Si y ApSi.
Posee un campo magnético fuerte y el valor de su campo magnético efectivo <Be> es 10,0 G.
Asimismo, se ha descubierto la variación periódica de ciertas características espectrales —líneas SiII— con un período de 0,88 días.
Dicha variación no parece estar relacionada con la rotación estelar sino con la difusión de los elementos en la superficie de la estrella.